# Yunganastes pluvicanorus
Yunganastes pluvicanorus es una especie de anfibio anuro de la familia Craugastoridae.

## Distribución geográfica
Esta especie es endémica del centro de Bolivia. Habita entre los 2000 y 2550 m de altitud en la provincia de Chapare en el departamento de Cochabamba y en la provincia de Florida en el departamento de Santa Cruz.

## Publicación original
- De la Riva & Lynch, 1997 : New species of Eleutherodactylus from Bolivia (Amphibia: Leptodactylidae). Copeia, vol. 1997, n.º 1, p. 151-157.[6]